# Nederland op het Junior Eurovisiesongfestival 2009
Nederland deed mee aan het Junior Eurovisiesongfestival 2009, gehouden in  Kiev, Oekraïne.De AVRO hield een nationale finale – Junior Songfestival 2009 om de Nederlandse inzending te selecteren.

## Nationale finale (Junior Songfestival 2009)
AVRO hield een nationale finale – Junior Songfestival 2009 om de Nederlandse inzending te selecteren. De nationale finale bestond uit twee halve finales en een finale. In elke halve finale bestond uit 5 liedjes, waarvan er 2 naar de finalen gaan; 1 nummer krijgt een wildcard zodat de finale ook uit 5 liedjes zal bestaan.
De winnaar van de finale werd Ralf Mackenbach op het Junior Eurovisiesongfestival zou hij ook winnen met 121 punten.

## Halve Finales

### 1eHalve Finale
| Volgorde | Artiest            | Liedje           | Punten     | Punten | Punten     | Punten | Plaats |
| Volgorde | Artiest            | Liedje           | Kinderjury | Jury   | Televoting | Totaal | Plaats |
| -------- | ------------------ | ---------------- | ---------- | ------ | ---------- | ------ | ------ |
| 1        | Isaura             | Dit is mijn kans | 7          | 9      | 7          | 23     | 5      |
| 2        | Raigny             | Verliefd         | 8          | 10     | 8          | 26     | 4      |
| 3        | Cheyenne & Mayleen | Druk             | 10         | 8      | 9          | 27     | 3      |
| 4        | Eva N.             | Yes We Can!      | 12         | 7      | 10         | 29     | 2      |
| 5        | Bram               | Ik wil rocken!   | 9          | 12     | 12         | 33     | 1      |

### 2eHalve Finale
| Volgorde | Artiest         | Liedje              | Punten     | Punten | Punten     | Punten | Plaats |
| Volgorde | Artiest         | Liedje              | Kinderjury | Jury   | Televoting | Totaal | Plaats |
| -------- | --------------- | ------------------- | ---------- | ------ | ---------- | ------ | ------ |
| 1        | Arletta         | Laat mij nou maar   | 8          | 7      | 8          | 23     | 4      |
| 2        | Anne            | Gewoon geluk        | 7          | 8      | 7          | 22     | 5      |
| 3        | Carlijn & Merle | Verboden toegang    | 9          | 9      | 9          | 27     | 3      |
| 4        | Eva L.          | Gevangen in je hart | 10         | 10     | 10         | 30     | 2      |
| 5        | Ralf            | Click Clack         | 12         | 12     | 12         | 36     | 1      |

## Finale
| Volgorde | Artiest            | Liedje              | Punten     | Punten | Punten     | Punten | Plaats |
| Volgorde | Artiest            | Liedje              | Kinderjury | Jury   | Televoting | Totaal | Plaats |
| -------- | ------------------ | ------------------- | ---------- | ------ | ---------- | ------ | ------ |
| 1        | Cheyenne & Mayleen | Druk                | 7          | 7      | 7          | 21     | 5      |
| 2        | Eva N.             | Yes We Can!         | 9          | 9      | 9          | 27     | 3      |
| 3        | Bram               | Ik wil rocken!      | 10         | 10     | 10         | 30     | 2      |
| 4        | Eva L.             | Gevangen in je hart | 8          | 8      | 8          | 24     | 4      |
| 5        | Ralf               | Click Clack         | 12         | 12     | 12         | 36     | 1      |

## In Kiev

### Gekregen punten
| 12 punten                    | 10 punten         | 8 punten                                                           | 7 punten      | 6 punten |
| ---------------------------- | ----------------- | ------------------------------------------------------------------ | ------------- | -------- |
| - België - Roemenië - Zweden | - Noord-Macedonië | - Armenië - Cyprus - Georgië - Malta - Oekraïne - Rusland - Servië | - Wit-Rusland |          |
| 5 punten                     | 4 punten          | 3 punten                                                           | 2 punten      | 1 punt   |
|                              |                   |                                                                    |               |          |

2003 · 2004 · 2005 · 2006 · 2007 · 2008 · 2009 · 2010 · 2011 · 2012 · 2013 · 2014 · 2015 · 2016 · 2017 · 2018 · 2019 · 2020 · 2021 · 2022 · 2023 · 2024
Armenië · België · Cyprus · Georgië · Macedonië · Malta · Nederland · Oekraïne · Roemenië · Rusland · Servië · Wit-Rusland · Zweden